# Helen Burns (EP)
Helen Burns è un EP del 2012, il primo da solista, del bassista dei Red Hot Chili Peppers, Michael Peter Balzary, meglio noto come Flea.
La release è stata resa disponibile in free download attraverso un contributo in favore del Silverlake Conservatory of Music, il giorno 19 luglio 2012, ed inoltre, il bassista ha messo a disposizione 900 copie del vinile autografate e con dentro un pezzo di corda di basso.

## Registrazione e produzione
Il bassista ha dichiarato attraverso il suo account di Twitter testuali parole.
«Nel 2007, dopo il lungo tour assieme ai Red Hot Chili Peppers, tornai a casa ed ero in qualche modo scombussolato e depresso. Un sacco di cose nella mia vita erano in uno stato di transizione. Ho perso questo disagio nel recarmi dietro le quinte nella mia casa con il mio caro amico Chris Warren per fare un po' di pezzi strumentali in maniera tale che Chris potesse imparare a fare il sound engineer. Ci divertimmo un casino, e Chris ha fatto in modo di farmi passare questa vena da stizzito coglione qualche volta.
Ho per lungo tempo amato il libro Jane Eyre di Charlotte Bronte. La bellezza del personaggio di Helen Burns è la qualità che io vorrei ardentemente in ogni essere umano, incluso me stesso ovviamente. Helen Burns è una figura che è sempre stata presente in me, e quei grandi ideali riecheggiano in me come la più profonda esperienza nella mia vita. Io condivido questo amore con, una mia amica, Patti Smith, e lei ha accettato di cantare una canzone per Helen. Io sono così grato verso Patti, è come una sorella, una delle persone che apprezzo di più in tutta la terra e oltre.
Questo strano e breve album parla ed è dedicato a Helen Burns. Ciò che segue da questo andrà al Silverlake Conservatory of Music .»
Si tratta di musica oscura e prevalentemente strumentale, tranne un pezzo cantato da Patti Smith.
Il bassista ha poi aggiunto che la lavorazione è durata solo «un paio di giorni».
La release intitolata Helen Burns è scaricabile gratuitamente attraverso il sito del Silverlake Conservatory of Music o attraverso un'offerta libera per sostenere la scuola musicale che lo stesso Flea ha fondato nel 2001.
Al progetto del bassista, oltre alla cantante Patti Smith, ha preso parte Chris Warren ed inoltre, seppur in piccole apparizioni, vi sono il batterista dei Red Hot Chili Peppers Chad Smith ed anche il batterista Jack Irons.

## Tracce
1. 333 – 8:03
2. Pedestal of Infamy – 3:12
3. A Little Bit of Sanity – 1:29
4. Helen Burns – 5:15
5. 333 Revisited – 7:32
6. Lovelovelove – 3:32

## Formazione
- Flea - basso, pianoforte, tromba, sintetizzatore, drum machine
- Chris Warren - tastiera, sintetizzatore
- Patti Smith - voce in Helen Burns
- Chad Smith - batteria in Pedestal of Infamy
- Jack Irons - batteria in A Little Bit of Sanity